# Muscle Up a Little Closer
Muscle Up a Little Closer (br.: Amor do tamanho de um bonde) é um filme curta metragem estadunidense de 1957, dirigido por Jules White. É o 176º de um total de 190 filmes da série com os Três Patetas produzida pela Columbia Pictures entre 1934 e 1959.

## Enredo
Moe, Larry e Joe resolvem propôr casamento às suas namoradas. A noiva de Joe, Tiny, descobre que a caixa com o anel de noivado que ganhara dele, está vazia. Moe e Larry vão procurar no armário do vestiário da fábrica onde trabalham como embalagistas, enquanto Joe fica amarrando e empilhando caixas e comete várias trapalhadas com os barbantes e ovos. Irritado, pensa que está sofrendo um enfarte. Moe se passa por médico que viu na TV e recomenda a ele praticar mais exercícios. O trio vai até uma academia de ginástica e ali se encontram com Tiny. Elmo, um companheiro de trabalho dos Patetas forte e truculento, chega e começa a perturbá-los. Ao ser agarrado, Joe acha uma massa de modelagem de chave no bolso de Elmo, descobrindo ser ele o ladrão que roubara o anel do vestiário. Moe e Larry tentam obrigar Elmo a entregar o anel e são nocauteados. Joe fica com medo mas sua musculosa noiva Tiny (Maxine Gates) bate em Elmo e recupera o anel. Depois ela carrega Joe no colo e os dois vão para o casamento.